# Alfred Argensó Salla
Alfred Argensó Salla (Barcelona, 4 de novembre de 1974) és un exfutbolista català, que ocupava la posició de porter.

## Trajectòria[1][2]
Del barri de la Zona Franca, es formà a la UE Polvoritense, al futbol base del Barça i al CF Trajana, d'on passà al RCD Espanyol B. Va destacar al filial perico, amb el qual va ser el porter menys golejat al seu grup de la Segona B. A la temporada 98/99 puja al primer equip com a suplent, sense arribar a debutar en Lliga.
A la campanya 99/00 fou cedit al CD Badajoz, de la Segona Divisió, on disputà 33 partits abans de patir una lesió. De nou a l'Espanyol, debutà a la primera divisió, tot jugant tres partits sota els pals de l'equip català.
Entre el 2001 i el 2003 guanyaria presència. No arribà a ser la primera opció a la porteria espanyolista, però hi sumà 28 partits en dues temporades.
Posteriorment, va jugar a les files de l'Elx CF i el Girona FC, on es retirà el 2004.